# DB Busverkehr Hessen

Logo der vorherigen Firmierung Georg Schulmeyer

Die DB Busverkehr Hessen GmbH (BVH) war ein Verkehrsunternehmen des öffentlichen Nahverkehrs mit Sitz in Gießen. Sie ging im Februar 2011 (anfangs noch mit Sitz in Weiterstadt), aus der Georg Schulmeyer GmbH mit ursprünglichem Sitz in Mörfelden-Walldorf hervor. Zuletzt war sie ein Unternehmen von DB Regio, Sparte Bus.
Heute firmiert das Unternehmen unter DB Regio Bus Mitte.
Die Busse trugen das Kennzeichen „GI–BV xxxx“.

## Linienverzeichnis
Folgende Linien werden betrieben:

### Linien imRhein-Main-Verkehrsverbund(RMV)

#### Stadtverkehr Frankfurt im Auftrag vontraffiQ
- 50: Bockenheimer Warte (U) – Festhalle/Messe (U) – Rebstockbad – Sossenheim – Höchst Bf (S) – Unterliederbach West (13. Dezember 2014 bis 10. Dezember 2022)
- 53: Zeilsheim Bf (S) – Höchst Bf (S) – Höchst Bolongaropalast/Zuckschwerdtstr. (13. Dezember 2014 bis 10. Dezember 2022)
- 54: Sindlingen Friedhof – Höchst (– Nied – Griesheim Bf (S)) (13. Dezember 2014 bis 10. Dezember 2022)
- M55: Sindlingen Friedhof – Zeilsheim – Höchst Bf (S) – Sossenheim – Rödelheim Bf (S) (13. Dezember 2014 bis 10. Dezember 2022)
- 58: Eschborn West – Sossenheim – Unterliederbach – Höchst Bf (S) – Industriepark Höchst – Flughafen Terminal 1 (13. Dezember 2014 bis 10. Dezember 2022)
- X58: Höchst Bf (S) – Industriepark Höchst – Flughafen Terminal 1
- 59: (Griesheim Erzbergerstraße – Griesheim Bf (S) – Griesheim Bingelsweg – Nied –) Höchst – Unterliederbach Cheruskerweg (13. Dezember 2014 bis 10. Dezember 2022)

##### NachtbusFrankfurt
- n11: Fechenheim Schießhüttenstraße – Höchst Zuckschwerdtstraße

#### Regionalbus-Linien im Auftrag des RMV
- 91: Stadtverkehr Steinbach (-Kronberg zu Hauptverkehrszeiten)
- 251: Kronberg – Steinbach – Frankfurt Nordwestzentrum
- 252: (Oberursel -) Weißkirchen – Steinbach – Eschborn
- 253: Königstein – Bad Soden – Sulzbach – Frankfurt Höchst
- X27: Königstein – Oberursel – Bad Homburg – Karben – Nidderau
- 261: Königstein – Kronberg – Oberursel – Bad Homburg
- 672: Darmstadt – Roßdorf – Groß-Zimmern – Dieburg (ab 19. Oktober 2015 vorzeitig wegen Insolvenz Fa. Bus Werner)
- 673: Darmstadt – Roßdorf – Gundernhausen (ab 19. Oktober 2015 vorzeitig wegen Insolvenz Fa. Bus Werner)
- 674: Darmstadt – Dieburg – Ober-Roden (ab 19. Oktober 2015 vorzeitig wegen Insolvenz Fa. Bus Werner)
- 679: Ober-Roden – Dieburg – Groß-Zimmern – Reinheim (ab 19. Oktober 2015 vorzeitig wegen Insolvenz Fa. Bus Werner)
- X78: Darmstadt – Gundernhausen – Groß-Zimmern – Klein-Zimmern – Groß-Umstadt/OT Semd (ab 19. Oktober 2015 vorzeitig wegen Insolvenz Fa. Bus Werner)
- X74: Darmstadt – Münster – Eppertshausen – Ober-Roden (ab 19. Oktober 2015 vorzeitig wegen Insolvenz Fa. Bus Werner)[2]

#### Lokalbus-Linien im Auftrag derVerkehrsgesellschaft OberhessenmbH (VGO)
- FB-40: Büdingen – Wöllstadt – (Friedberg – Bad Nauheim) (seit Dezember 16)
- FB-41: (Höchst) – Oberau – Altenstadt – Lindheim – Düdelsheim – Büdingen (seit Dezember 16)
- FB 42: Altenstadt – Limeshain-Himbach – Orleshausen – Büdingen (seit Dezember 16)
- FB-43: (Hammersbach) – Limeshain-Himbach – Lindheim – Büdingen (seit Dezember 16)
- FB-44: (Ronneburg) – Diebach am Haag – Vonhausen – Büdingen (seit Dezember 16)
- FB-45: Altenstadt – Lindheim – Stockheim – Konradsdorf (seit Dezember 16)

#### Weitere Linien
- HG-71 Stadtbus Kronberg: Waldschwimmbad – Rosenhof – Viktoriaschule – Bahnhof – Altkönigstift (13. Dezember 2014 bis 10. Dezember 2022)
- HG-72 Stadtbus Kronberg: Waldschwimmbad – Rosenhof – Altkönigschule – Bahnhof – Altkönigstift (13. Dezember 2014 bis 10. Dezember 2022)
- HG-73 Stadtbus Kronberg: Altkönig-Stift – Bahnhof – Berliner Platz – Königsteiner Straße – Roter Hang (13. Dezember 2014 bis 10. Dezember 2022)
- n35: Bad Homburg Bahnhof – Friedrichsdorf (Nachtbus)
- 8461: Holzheim – Diez

### Linien imNordhessischen Verkehrsverbund(NVV)
- 30: Kassel Platz der deutschen Einheit – Sandershausen – Spiekershausen – Landwehrhagen – Escherode (bis 12. Dezember 2020)
- 31: (Kassel Platz der deutschen Einheit –) Salzmannshausen – Sandershausen – Heiligenrode (Ortsbus Niestetal) (bis 12. Dezember 2020)
- 32: Kassel Fraunhofer-Institut – Königsplatz/Mauerstraße – Salzmannshausen – Heiligenrode – Landwehrhagen (bis 12. Dezember 2020)
- 33: Schulverkehr Heiligenrode – Sandershausen/Uschlag – Lutterberg (bis 12. Dezember 2020)
- 34: Oberkaufungen – Nieste – Escherode – Uschlag (bis 12. Dezember 2020)
- 34.1: Kaufungen DRK-Klinik (Haltestelle Tram 4) – Klinik Eingang (AST) (bis 12. Dezember 2020)
- 35: Bergshausen/Lohfelden Autohof – Lohfelden – Lindenberg (bis 11. Dezember 2021)
- 36: Bergshausen – Lohfelden – Söhrewald (bis 11. Dezember 2021)
- 37: Eiterhagen – Wellerode – Vollmarshausen – Lohfelden – Forstfeld – Kassel Königsplatz/Mauerstraße – Hauptbahnhof Nord – Fraunhofer-Institut (bis 11. Dezember 2021)
- 196: Staufenberg – Hann. Münden (bis 12. Dezember 2020)
- 240: Eschwege – Wichmannshausen – Ringgau – Herleshausen (13. Dezember 2015 bis 9. Dezember 2023)
- 241: Herleshausen – Nesselröden (Schulverkehr) (13. Dezember 2015 bis 9. Dezember 2023)
- 250: Eschwege – Wichmannshausen – Sontra – Bebra (13. Dezember 2015 bis 9. Dezember 2023)
- 401: Fritzlar – Niedenstein
- 402: Edermünde – Gudensberg – Fritzlar
- 404: Haddamar – Wehren – Lohne – Züschen
- 422: Homberg – Ostheim
- 423: Homberg – Remsfeld – Rengshausen
- 432: Obermelsungen – Schwarzenberg – Melsungen
- 436: Körle – Guxhagen
- 443: Malsfeld – Mosheim
- 444: Melsungen – Günsterode
- 445: Melsungen > Felsberg  > Malsfeld > Melsungen
- 446: Edermünde – Guxhagen
- 597.1 StadtBus Korbach: Hauptbahnhof > Kreisberufsschule > Lebenshilfe > Hauptbahnhof (bis 12. Dezember 2020)
- 597.2 StadtBus Korbach: Hauptbahnhof > Schulzentrum > Kreisberufsschule > Hauptbahnhof (bis 12. Dezember 2020)
- 597.3 StadtBus Korbach: Hauptbahnhof > Moersstraße > Stadtkrankenhaus > Hauptbahnhof (bis 12. Dezember 2020)
- 597.4 StadtBus Korbach: Hauptbahnhof > Stadthalle > Friedhof > Stadtkrankenhaus > Hauptbahnhof (bis 12. Dezember 2020)
- 597.5 StadtBus Korbach: Hauptbahnhof > Gewerbegebiet > Hauptbahnhof (bis 12. Dezember 2020)
- N37: Kassel – Lohfelden – Söhrewald (Nachtbus)